# Richy Ledezma
Richard Ledezma (Phoenix, 6 de septiembre de 2000), conocido como Richy Ledezma, es un futbolista mexico-estadounidense que juega como centrocampista y milita en el Club Deportivo Guadalajara de la Primera División de México.

## Trayectoria

### Real Monarchs
Ledezma hizo su debut profesional para Real Monarchs de la USL el 11 de abril de 2018 como suplente a los 82 minutos en la victoria por 3-1 sobre Seattle Sounders FC 2. El 4 de junio, marcó su primer gol en su carrera para Real Monarchs, y por su buena actuación fue nombrado en el Equipo de la Semana de la USL. El 7 de julio, Ledezma fue nombrado el Jugador de la Conferencia Oeste del Año de la Academia de Desarrollo de Fútbol de EE. UU. en la categoría sub-18/19.

### PSV
El 21 de diciembre de 2018 dejó Real Monarchs para fichar por el club neerlandés PSV Eindhoven en un contrato de un año y medio. El 27 de octubre de 2019, después de un encuentro con el Jong PSV, Ledezma fue convocado con el primer equipo por primera vez para el partido de la Eredivisie contra el AZ Alkmaar. El 1 de noviembre de 2020, Ledezma hizo su debut con el PSV en el minuto 74 y registró una asistencia en la victoria por 4-0 sobre ADO La Haya.
Con el primer equipo disputó 23 partidos, en los que anotó un gol, antes de volver a los Estados Unidos en marzo de 2023 para jugar cedido en el New York City F. C. hasta final de año.

## Selección nacional
Nació y creció en los Estados Unidos y es de ascendencia mexicana. Ledezma recibió su primera llamada a la selección de fútbol sub-19 de los Estados Unidos en enero de 2018, pero rápidamente fue convocado a la categoría sub-20. Jugó su primer partido con la sub-20 de los Estados Unidos contra Francia, que al final fue victoria por 1-0 de Estados Unidos.
El 17 de mayo de 2019 reveló que fue contactado por la Federación Mexicana de Fútbol con respecto a cambiar para representar a México. No cerró la puerta para representar algún día a la tricolor, pero por el momento permaneció firme con jugar para los Estados Unidos.
El 4 de junio de 2019, en la Copa Mundial de Fútbol Sub-20 de 2019, hizo una asistencia en la victoria 3-2 de los EE. UU. sobre Francia en los octavos de final, contribuyendo con una asistencia a Sebastian Soto para anotar uno de los goles.
El 16 de noviembre de 2020 debutó con la selección absoluta en un amistoso ante Panamá que ganaron por 6-2.

## Clubes
- Actualizado al 11 de mayo de 2025.

| Club                         | País           | Año           | Partidos | Goles |
| ---------------------------- | -------------- | ------------- | -------- | ----- |
| Real Monarchs                | Estados Unidos | 2018          | 5        | 1     |
| Jong PSV                     | Países Bajos   | 2019-         | 47       | 7     |
| PSV Eindhoven                | Países Bajos   | 2020-presente | 62       | 2     |
| New York City F. C. (cedido) | Estados Unidos | 2023          | 27       | 0     |

## Palmarés

### Títulos nacionales
| Título                        | Club          | País         | Año  |
| ----------------------------- | ------------- | ------------ | ---- |
| Supercopa de los Países Bajos | PSV Eindhoven | Países Bajos | 2021 |
| Copa de los Países Bajos      | PSV Eindhoven | Países Bajos | 2022 |
| Supercopa de los Países Bajos | PSV Eindhoven | Países Bajos | 2022 |
| Eredivisie                    | PSV Eindhoven | Países Bajos | 2024 |
| Eredivisie                    | PSV Eindhoven | Países Bajos | 2025 |